# Heugraben
Heugraben is een gemeente in de Oostenrijkse deelstaat Burgenland, gelegen in het district Güssing (GS). De gemeente heeft ongeveer 300 inwoners.

## Geografie
Heugraben heeft een oppervlakte van 6,5 km². Het ligt in het uiterste zuidoosten van het land.
Bildein · Bocksdorf · Burgauberg-Neudauberg · Eberau · Gerersdorf-Sulz · Großmürbisch · Güssing · Güttenbach · Hackerberg · Heiligenbrunn · Heugraben · Inzenhof · Kleinmürbisch · Kukmirn · Moschendorf · Neuberg im Burgenland · Neustift bei Güssing · Olbendorf · Ollersdorf im Burgenland · Rauchwart · Rohr im Burgenland · Sankt Michael im Burgenland · Stegersbach · Stinatz · Strem · Tobaj · Tschanigraben · Wörterberg
- Gemeinsame Normdatei: 16107372-4
- Virtual International Authority File: 170158891